# لنز سیگما ای‌پی‌او۱۵۰–۵۰۰میلی‌متر اف۵–۶٫۳ دی‌جی اواس اچ‌اس‌ام
لنز سیگما ای‌پی‌او۱۵۰-۵۰۰میلی‌متر اف۵-۶٫۳ دی‌جی اواس اچ‌اس‌ام (به انگلیسی: Sigma APO 150-500mm F5-6.3 DG OS HSM lens) نام لنز دوربین عکاسی از نوع تله فوتو زوم  است که توسط شرکت سیگما تولید می‌شود. فاصلهٔ کانونی این لنز ۱۵۰ تا ۵۰۰ میلی‌متر، دیافراگم آن دارای ۹ تیغه و ضریب اف آن اف ۵ تا ۶٫۳ تا اف ۲۲ است. این لنز در ۲۰۰۸ میلادی تولید و عرضه شده‌است.